# Premio a la mejor novela fantástica de Japón
El Premio a la mejor novela fantástica de Japón (日本ファンタジーノベル大賞 Nihon Fantajī Noberu Taishō?) es un premio anual que empezó a entregarse a partir del año 1989 a las novelas perteneciente a la literatura fantástica. El premio es auspiciado por las compañías Yomiuri Shimbun y Shimizu Construction. A esto también se le suma el apoyo del editorial Shinchōsha. El ganador gana un contrato con Shinchōsha para publicar sus trabajos y además recibe una suma de dinero de ¥5 millones. Los ganadores del premio incluyen a personajes conocidos como Riku Onda, Fuyumi Ono y Ken'ichi Sakemi. 

## Comité de selección

### Jurarados normales
- Hiroshi Aramata
- Hisashi Inoue
- Mari Kotani
- Makoto Shiina
- Kōji Suzuki

### Historial: 1-7
- Mitsuo Anno
- Hiroshi Aramata
- Hisashi Inoue
- Genichirō Takahashi
- Sumiko Yagawa

### Historial: 8-10
- Mitsuo Anno
- Hiroshi Aramata
- Hisashi Inoue
- Makoto Shiina
- Sumiko Yagawa

### Historial: 11-13
- Hiroshi Aramata
- Hisashi Inoue
- Makoto Shiina
- Koji Suzuki
- Sumiko Yagawa

## Lista de ganadores

### Año 1: 1989
- Premio mayor: Kōkyū Shōsetsu por Ken'ichi Sakemi
- Premio superior: Uchū no Minamoto no Taki por Izumi Yamaguchi
- Premio especial:
  - Tsuki no Shizuku 100% Juice por Hiroaki Okazaki
  - Cosmic Beetle por Takao Iwamoto
  - Mikazuki Ginjirō ga Iku: Īhatōbo no Bōkenhen por Tatsuhiko Takeyoshi

### Año 2: 1990
- Premio mayor: none
- Premio Superior: 
  - Rakuen por Kōji Suzuki
  - Eiyū Rafashiden por Hiroaki Okazaki
- Premio especial:
  - Last Magic por Tetsuya Murakami
  - Nichirin'ō Densetsu por Ayame Hara
  - Nenjutsu Kozō por Masakazu Katō

### Año 3: 1991
- Premio mayor: Balthasar no Henreki por Aki Satō
- premio Superior: Nanka Tōkaitakushi por Gakuto Hara
- premio especial:
  - Refrain por Rin Sawamura
  - Tenmei Dōji por Yasuko Kawai
  - Rokubanmei no Sayoko por Riku Onda

### Año 4: 1992
- Premio mayor: none
- Premio Superior: Mukashi, Kasei no Atta Basho por Yūsaku Kitano
- premio especial:
  - Fantasia por Kyō Fujiwara
  - Aoi Eriru no Hana por Satoshi Utsugi
  - Yasha ga Ike Densetsu Ibun por Komoriten
  - Gāda no Hoshi por Satoko Tatsuki

### Año 5: 1993
- Premio mayor Irahai por Tetsuya Satō
- Premio Superior: Shusen por Takenori Nanjō
- Premio especial:
  - Tōkei Ibun por Fuyumi Ono
  - Kyūkei no Kisetsu por Riku Onda

### Año 6: 1994
- Premio mayor: 
  - Bagājimanupanasu por Eiichi Ikegami
  - Tettō Musashinosen por Minoru Ginbayashi
- Premio Supuerior: none
- Premio especial:
  - Mujika Makīna por Fumio Takano
  - Sekai no Hate ni Umarete por Rin Sawamura
  - Tobichi no Jimu por Min Ishidate

### Año 7: 1995
- Premio mayor: none
- Premio superior: 
  - Funtai por Masaya Fujita
  - Bus Stop no Shōsoku por Tatsushi Shimamoto
- Premio especial:
  - Yōsorō 1983 por Tetsuya Ueno
  - Gakidō Sugoroku Soba Itohiki por Noboru Kihara

### Year 8: 1996
- Premio mayor: none
- Premio Superior: 
  - Island por Ken Hazuki
  - Aonekoya por Mitsuko Kido
- Premio especial:
  - Dabusuton Kaidō por Mitsufumi Asagure
  - Kaiyū Opera Fune kara no Dasshutsu por Shunichi Hashimoto
  - Uchū Bōeigun por Masayuki Yagi

### Año 9: 1997
- Premio mayor: Baisuboiru Book por Kyōichi Imura
- Premio Superior: Kyōsō Kaiiki por Shigeru Satō
- Premio especial:
  - Gonin Kazoku por Rin Sawamura
  - Junkai no Senritsu por Ryōji Yokoyama
  - Nendaiki "Anoekumene Mercury" por Fumiko Hagiwara

### Año 10: 1998
- Premio mayor: Organist por Yō Yamanoguchi
- Premio Superior:
  - Yan no Itajima por Rin Sawamura
  - Aoneko no Machi por Yūichi Suzumoto
- Premio especial:
  - Gizō Shuki por Toshiro Kuwabara

- Datos: Q6156617